# 2MASS J19383260+4603591 b
2MASS J19383260+4603591 b المعروف أيضا باسم Kepler-451b هو كوكب حوثنائي خارج المجموعة الشمسية في كوكبة الدجاجة يدور حول النجم 2MASS J19383260+4603591 خلال 416 يوم في مدار يبعد عن النجم نحو 0.92 (± 0.02) وحدة فلكية . لهذا الكوكب كتلة تعادل 604 ± 32 كتلة أرضية أو 1.9 ± 0.1 كتلة مشترية. تم اكتشافه باستخدام تغير توقيت الكسوف من قبل تلسكوب المسبار الفضائي كيبلر عام 2015.